# ムーンライト信州
ムーンライト信州（ムーンライトしんしゅう）は、かつて東日本旅客鉄道（JR東日本）が主に新宿駅 - 松本駅・信濃大町駅・白馬駅間を中央本線・篠ノ井線・大糸線経由で運行していた臨時夜行快速列車。
本項では、中央本線東京駅 - 塩尻駅間（中央東線）で運転されていた夜行列車の沿革についても記述する。

## 概要
2002年（平成14年）12月1日ダイヤ改正で運転が開始された臨時快速列車で、同改正で廃止された急行「アルプス」の代替としての役割も担っていた。JR各社が運行していた夜行快速列車である「ムーンライト」シリーズの一つ。
一部の年では「ムーンライト信州（諏訪湖花火大会号）」の列車名で運転されており、2018年（平成30年）を最後に「ムーンライト信州」の設定がなくなって以降も臨時快速・特急として夜行の「諏訪湖花火大会号」が運転されている。

## 運行概況
2010年以降は下りの81号と上りの90号・92号が設定される1.5往復体制となっていた。
下り列車の方が設定日が多く、主に多客期に運転された。通常は81号で運転されたが、まれに91号として運転される年があった。
2010年以降は、年2回上諏訪駅近くで開催される諏訪湖祭湖上花火大会の実施当日深夜（終了後）に運転されるのみであった。2017年までは90号と、続行列車として山梨県内の停車駅を増やした92号が運転された。最終年となる2018年（平成30年）は90号のみ設定された。

### 停車駅
| \| 路線名称 \| 中央本線 \| 中央本線 \| 中央本線 \| 中央本線 \| 中央本線 \| 中央本線 \| 中央本線 \| 中央本線 \| 中央本線 \| 中央本線 \| 中央本線 \| 中央本線 \| 中央本線 \| 中央本線 \| 中央本線 \| 中央本線 \| 中央本線 \| 中央本線 \| 篠ノ井線 \| 篠ノ井線 \| 大糸線 \| 大糸線 \| 大糸線 \| 大糸線 \| 大糸線 \| \| 駅名 \| 新宿 \| 立川 \| 八王子 \| 高尾 \| 大月 \| 塩山 \| 山梨市 \| 石和温泉 \| 甲府 \| 竜王 \| 韮崎 \| 小淵沢 \| 富士見 \| 茅野 \| 上諏訪 \| 下諏訪 \| 岡谷 \| 辰野 \| 塩尻 \| 松本 \| 豊科 \| 穂高 \| 信濃大町 \| 神城 \| 白馬 \| \| 81号 \| ● \| ● \| ● \| - \| - \| - \| - \| - \| ● \| - \| - \| - \| ● \| ● \| ● \| ● \| ● \| ＝ \| ● \| ● \| ● \| ● \| ● \| ● \| ● \| \| 90号[注釈 3] \| ● \| ● \| ● \| - \| ● \| - \| - \| - \| ● \| - \| - \| ● \| - \| - \| ● \| - \| - \| - \| - \| - \| - \| - \| - \| - \| - \| \| 91号[注釈 4] \| ● \| ● \| ● \| - \| - \| - \| - \| - \| ● \| - \| - \| - \| ● \| ● \| ● \| ● \| ● \| ＝ \| ● \| ● \| ● \| ● \| ● \| ● \| ● \| \| 92号 [注釈 5] \| ● \| ● \| ● \| - \| ● \| ● \| ● \| ● \| ● \| ● \| ● \| ● \| - \| - \| ● \| - \| - \| - \| - \| - \| - \| - \| - \| - \| - \| |          |          |          |          |          |          |          |          |          |          |          |          |          |          |          |          |          |          |          |          |        |        |          |        |        |
| 凡例 - ●：停車駅 - ―：通過・停車しない - ＝：経由しない 備考 - 81号（91号）は新線（塩嶺トンネル）経由。 |          |          |          |          |          |          |          |          |          |          |          |          |          |          |          |          |          |          |          |          |        |        |          |        |        |
| 路線名称 | 中央本線 | 中央本線 | 中央本線 | 中央本線 | 中央本線 | 中央本線 | 中央本線 | 中央本線 | 中央本線 | 中央本線 | 中央本線 | 中央本線 | 中央本線 | 中央本線 | 中央本線 | 中央本線 | 中央本線 | 中央本線 | 篠ノ井線 | 篠ノ井線 | 大糸線 | 大糸線 | 大糸線   | 大糸線 | 大糸線 |
| 駅名 | 新宿     | 立川     | 八王子   | 高尾     | 大月     | 塩山     | 山梨市   | 石和温泉 | 甲府     | 竜王     | 韮崎     | 小淵沢   | 富士見   | 茅野     | 上諏訪   | 下諏訪   | 岡谷     | 辰野     | 塩尻     | 松本     | 豊科   | 穂高   | 信濃大町 | 神城   | 白馬   |
| 81号 | ●        | ●        | ●        | -        | -        | -        | -        | -        | ●        | -        | -        | -        | ●        | ●        | ●        | ●        | ●        | ＝       | ●        | ●        | ●      | ●      | ●        | ●      | ●      |
| 90号 | ●        | ●        | ●        | -        | ●        | -        | -        | -        | ●        | -        | -        | ●        | -        | -        | ●        | -        | -        | -        | -        | -        | -      | -      | -        | -      | -      |
| 91号 | ●        | ●        | ●        | -        | -        | -        | -        | -        | ●        | -        | -        | -        | ●        | ●        | ●        | ●        | ●        | ＝       | ●        | ●        | ●      | ●      | ●        | ●      | ●      |
| 92号 | ●        | ●        | ●        | -        | ●        | ●        | ●        | ●        | ●        | ●        | ●        | ●        | -        | -        | ●        | -        | -        | -        | -        | -        | -      | -      | -        | -      | -      |

## 使用車両

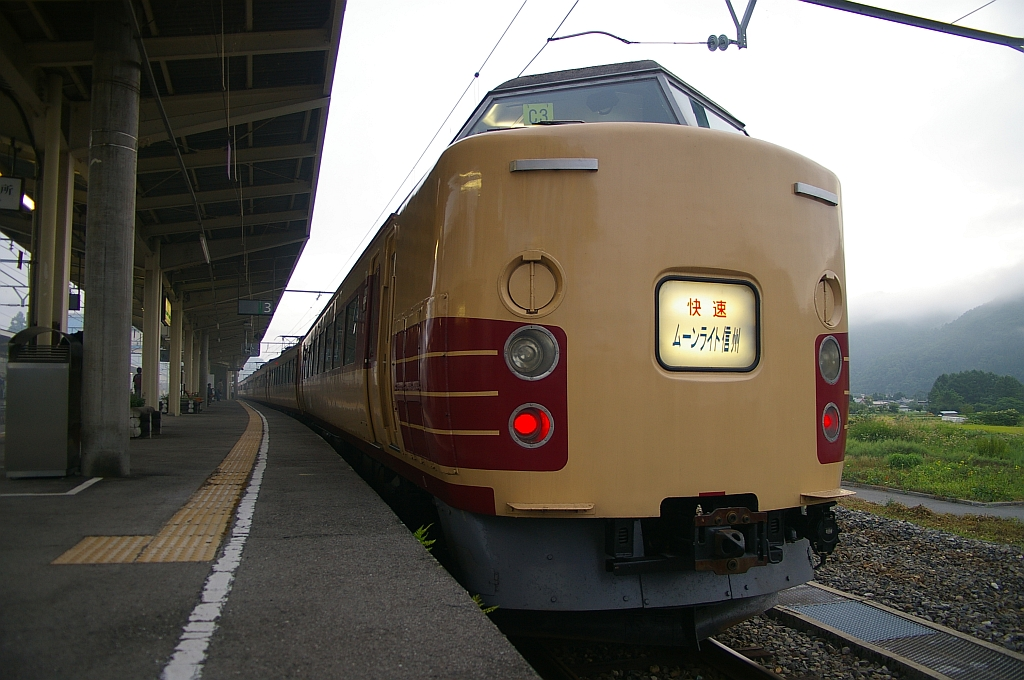
幕張車両センター所属C編成による運行

全車指定席であった。
183系・189系

かつて夏季は9両でグリーン車を連結し、普通車もグレードアップ車を中心とした幕張車両センター所属のC編成も投入されていたが、2008年春のダイヤ改正以降は幕張車が「中央ライナー」から撤退しており、以降は原則として長野総合車両センター所属のN編成（モノクラス6両）で運転されていた。
車両運用の都合で豊田車両センターのM50編成や幕張所属の旧「あずさ」色マリ31・32編成が投入された実績もある。また2006年（平成18年）3月24日・31日には、長野車の検査と豊田・幕張車によるほかの臨時列車運用が重なったため田町車両センター所属で国鉄色のH61編成が投入された。
E257系
2007年（平成19年）8月15日は「ムーンライト信州92号（諏訪湖花火大会号）」として運転され、松本車両センター所属のE257系11両編成が投入された。これは通常充当される幕張所属の183系が臨時「あずさ」で運用され、車両が不足したため。
2008年（平成20年）3月28日の81号、2009年（平成21年）夏季と2015年（平成27年）夏季の一部列車はE257系9両で運転された。
E351系
2008年（平成20年）の諏訪湖花火大会でも例年通り92号が運行されたが、E351系12両編成が投入された。午後に下り臨時「スーパーあずさ」で松本へ送り込み、夜に「ムーンライト信州」に充当した。2015年（平成27年）、2016年（平成28年）の諏訪湖花火大会に伴う臨時90号新宿行もE351系12両編成が充当された。

## 中央東線夜行列車沿革
中央東線では1993年（平成5年）12月まで主に登山客向けの夜行普通列車が設定されていた。

### 戦前
- 1906年（明治39年）6月：中央本線の昌平橋駅 - 塩尻駅間（中央東線）が全通[注釈 7]。
- 1911年（明治44年）5月：塩尻駅 - 名古屋駅間（中央西線）が全通し、飯田町駅 - 名古屋駅間に東西直通運転の始まりとなる直通夜行列車705・706列車を設定。
- 1913年（大正2年）4月：飯田町駅 - 長野駅間に夜行列車1往復を新設。
- 1921年（大正10年）6月：二等寝台車を連結開始。
- 1922年（大正11年）3月：飯田町駅 - 長野駅間の夜行列車を2往復に増発。ただし増発列車に寝台車は不連結。
- 1923年（大正12年）7月：3往復に増発。
- 1927年（昭和2年）1月：2往復に削減。
- 1931年（昭和6年）7月：飯田町駅 - 甲府駅間に臨時の夜行列車を下り1本新設。
- 1933年（昭和8年）9月：飯田町駅の旅客営業が廃止。長距離列車は新宿駅始発となる。
- 1934年（昭和9年）：甲府駅 - 名古屋駅間の長距離列車を新設。
- 1938年（昭和13年）2月：中央本線経由の新宿駅 - 名古屋駅間直通列車は一旦消滅。
- 1944年（昭和19年）4月：新宿駅 - 長野駅間列車の寝台車連結を廃止。
- 1945年（昭和20年）6月：留まることのない戦局の悪化により新宿駅 - 長野駅間列車を一往復に削減し、下り夜行・上り昼行とする[注釈 8]。新宿駅 - 名古屋駅間の直通列車が下り昼行・上り夜行で復活する[注釈 9]。

### 戦後

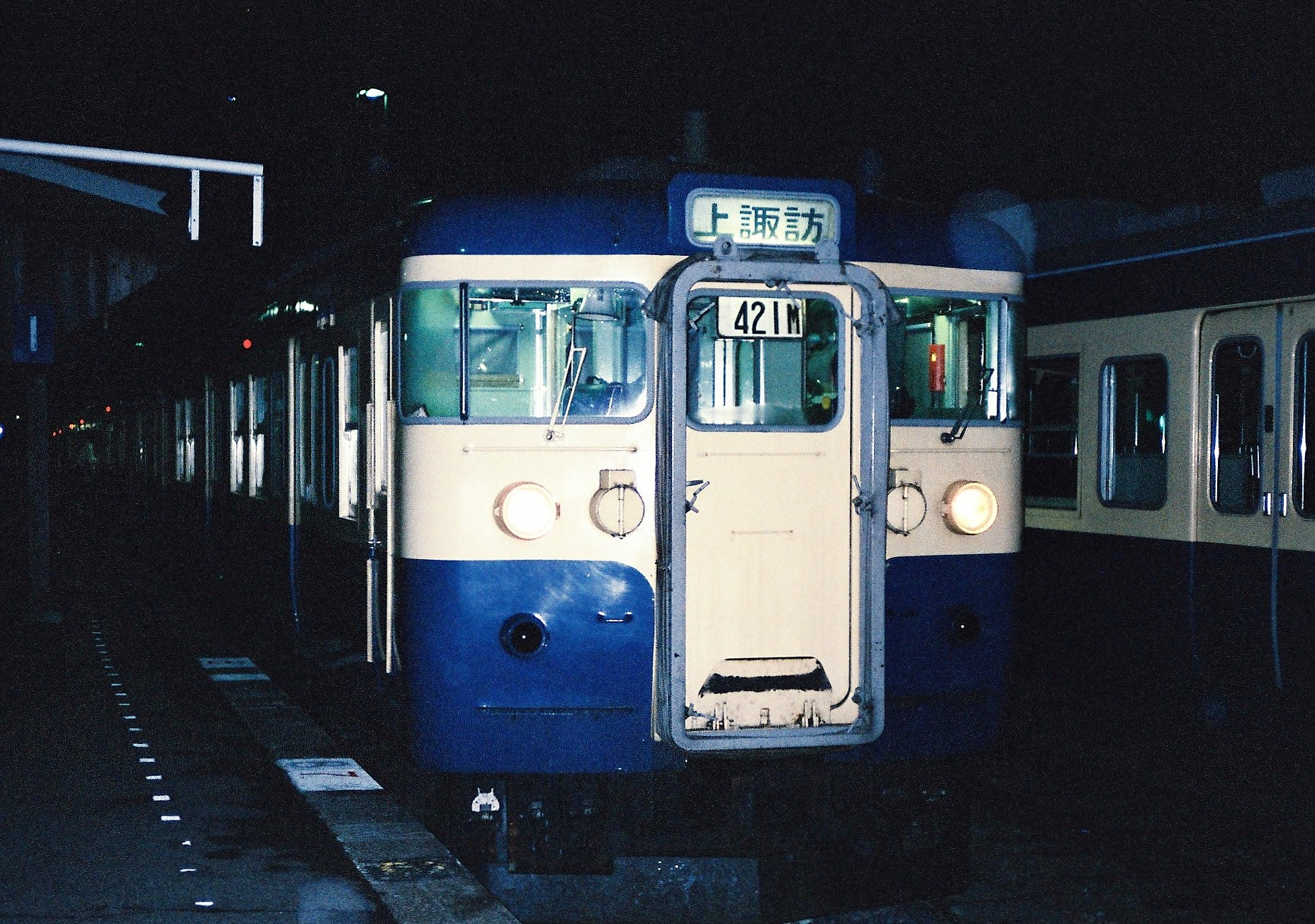
夜行列車上諏訪行き（小淵沢駅、1989年3月22日）

- 1950年（昭和25年）10月：中央東線の夜行普通列車が新宿駅 - 長野駅間1往復の407・408列車となる[注釈 10]。
  - その後に世情が落ち着くにつれ、短距離の登山客向け臨時夜行列車が設定された[注釈 11]。
  - 定期普通列車425列車（419列車を改番）のほかに臨時の夜行普通列車は甲府駅・上諏訪駅・河口湖駅などへゴールデンウィーク中に3 - 5本、更に急行「アルプス」「たてしな」が定期2本・臨時7本程度設定された。
  - 週末の夜に登山客が集中するため、臨時を含めて下り列車の設定が多く、上りは定期普通列車である426列車（418列車を改番）のほか急行「アルプス」が定期1本・臨時1本のみ。
  - 425列車は登山客に多く利用されたことから「山男列車」とあだ名された[3]。
- 1975年（昭和50年）3月：ダイヤ改正で425・426列車は電車化されて441M・442Mとなる。
  - 425・426列車のみを受け持っていた飯田町客貨車区（西イイ）の廃止に国労が反発し「425列車を愛する会」という客車列車にある郷愁を残そうという登山愛好会と協同して反対運動も繰り広げた[注釈 12]。
  - 7月には「425列車を愛する会」などの運動に応える形で新宿駅 - 岡谷駅間に下り臨時客車列車を設定。以後1984年（昭和59年）9月までシーズン中に運転された。
- 1985年（昭和60年）3月：442M廃止。441M（後の421M）が上諏訪止まりとなる。

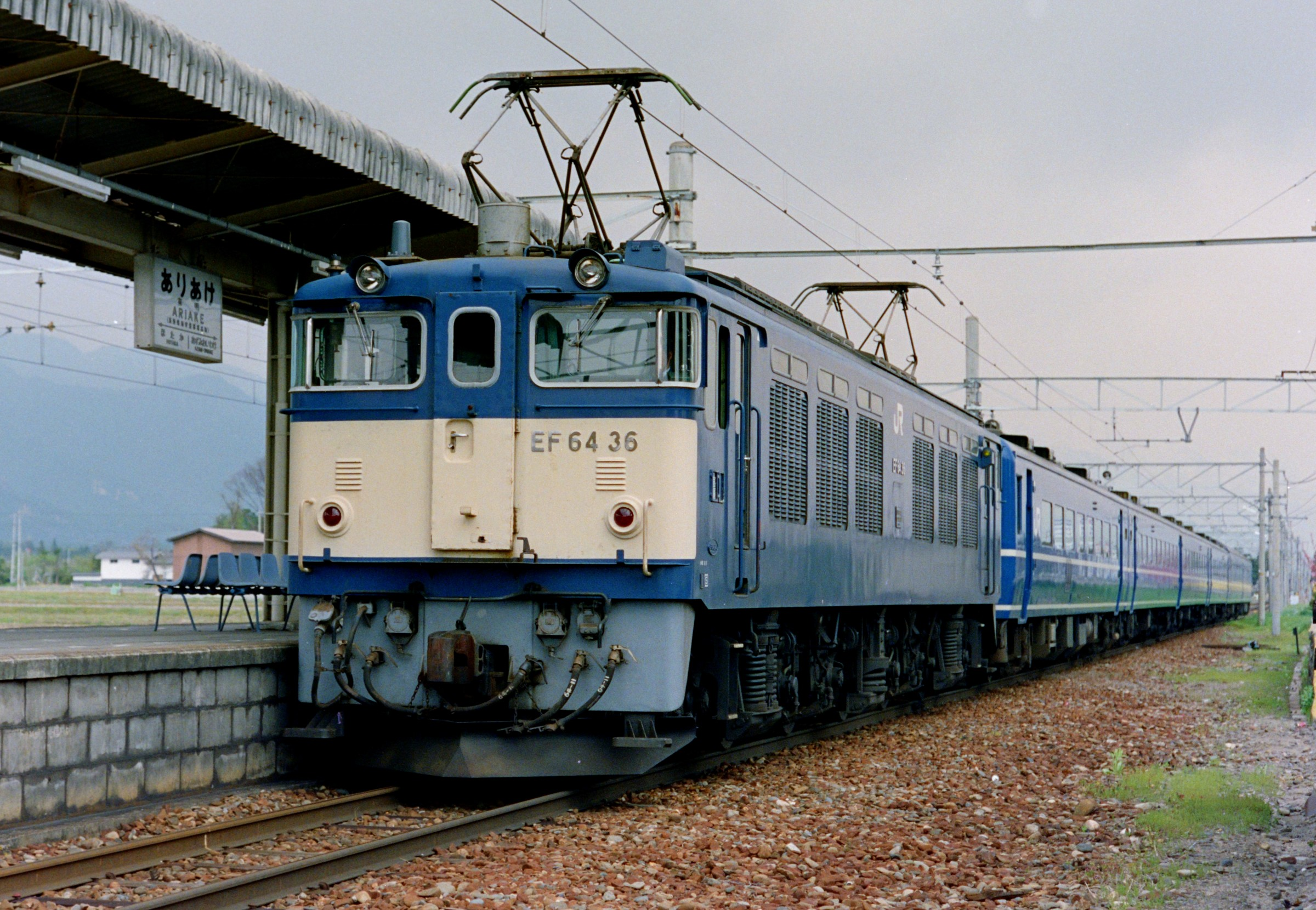
臨時急行「アルプス91号」の上り回送列車（1989年）

- 1986年（昭和61年）11月：急行「アルプス」の昼行列車全廃に伴い、夜行急行「アルプス」の車両を165系から特急「あずさ」と共通運用の183・189系に置き換え。
- 1988年（昭和63年）4月：14系座席車4両に14系寝台車2両を連結した白馬行き臨時急行「アルプス91号」が運転を開始。始発駅は新宿のほか、千葉発として延長運転されることもあった[注釈 13]。以後1992年（平成4年）8月までシーズン中に運転された。
- 1992年（平成4年）3月：421Mが1521M甲府行きとなる。
- 1993年（平成5年）12月：1521Mを廃止[注釈 14]。以後は松本行き臨時快速8421Mなどが165系や115系を使用して運転されたこともあったが、1998年（平成10年）5月を最後に運転が終了。
- 2002年（平成14年）
  - 7月：東京駅 - 穂高駅間で快速「ルンルン舞浜」の運転開始。下りが夜行列車、上りは昼行列車として運転された。また同時に、115系を使用した新宿駅 - 松本駅・白馬駅間で臨時快速列車も運転。
  - 秋：新宿駅 - 松本駅・白馬駅間の臨時快速列車は松本電車区所属の「あずさ」用183・189系に置換えられて全車指定席となり「しらかば白馬」「しらかば長野」「しらかば新宿」の愛称で運転。
- 2002年（平成14年）12月1日：ダイヤ改正で急行「アルプス」を廃止し「ムーンライト信州」を運転開始[1][2]。また「ルンルン舞浜」を「ファンタジー舞浜」に改称。
- 2018年（平成30年）
  - 9月1日：「ムーンライト信州」上り列車の最終運行。
  - 12月30日：「ムーンライト信州」下り列車の最終運行。
- 2019年（令和元年）8月16日・9月7日：上り「ムーンライト信州90・92号」の後継にあたる臨時快速「諏訪湖花火大会号」が上諏訪駅 → 新宿駅間で設定されるれる（E257系9両、全車指定席）[4]。
- 2023年（令和5年）8月15日：臨時特急「諏訪湖花火大会号」が上諏訪駅 → 新宿駅間で設定される（E353系12両、全車指定席）[5]。
- 2024年（令和6年）7月12日、8月9日、9月13日、9月20日：臨時特急「アルプス」が新宿駅 → 白馬駅間で設定される（E257系9両、全車指定席）[6]。
- 2025年（令和7年）7月18日、8月8日、9月12日：臨時特急「アルプス」が新宿駅 → 白馬駅間で設定される（E257系9両、全車指定席）[7]。